# درو كونز
درو كونز (بالإنجليزية: Drew Kunz)‏ هو فنان أمريكي، ولد في 9 ديسمبر 1969.